# Мъсгрейв (планини)
Мъсгрейв (на английски: Musgrave Ranges) са планини в централната част на Австралия, разположени в южната част на Северната територия, в северозападната част на щата Южна Австралия и в най-източната част на щата Западна Австралия, в крайния изток на обширното Западноавстралийско плато. Отстоят на около 1200 km северно от Аделаида и на около 400 km югозападно от град Алис Спрингс. Простират се от запад на изток на протежение от 210 km между Голяма пустиня Виктория на юг, пустинята Гибсън на северозапад и пустинята Симпсън на изток. На север тектонското понижение на езерата Нил, Амадиас и др. ги отделя о планините Макдонъл.
Те се състоят от няколко отделни масива: Уорбъртън (707 m), Бароу (705 m), Алоисис (987 m), Ман (1231 m), Мъсгрейв (връх Уудроф, 1435 m) и др. Изградени са от докамбрейски гранити. Цялата планинска система е силно разчленена от дълбоките долини на епизодични реки (т.нар. крийкове). На югоизток от тях, към басейна на езерото Еър се стичат крийковете Алберга, Уинтина и др. Климатът е тропичен, сух. Склоновете им са заети от редки житни треви от рода Спинифекс, а по долините на крийковете растат евкалипти, червен камед и акации.
Планините Мъсгрейв са открити и първично изследвани и топографски картирани през 1873 г. от австралийския геодезист Уилям Гоус, който ги наименува в чест на тогавашния (1873 – 1877) губернатор на Южна Австралия Антъни Мъсгрейв (1828 – 1888).